# Ron Sobieszczyk
Ronald Charles "Ron" Sobieszczyk (Chicago, Illinois, 21 de septiembre de 1934–ibídem, 23 de octubre de 2009) fue un jugador de baloncesto estadounidense que disputó 4 temporadas en la NBA, además de jugar en la ABL con posterioridad. Con 1,90 metros de estatura, jugaba en la posición de Base.

## Trayectoria deportiva

### Universidad
Jugó durante cuatro temporadas con los Blue Demons de la Universidad DePaul, en las que promedió 18,2 puntos por partido. Fue elegido capitán del mejor quinteto del Torneo de la NCAA en 1956, siendo el primer Blue Demon desde George Mikan en anotar más de 300 puntos en cada una de sus temporadas. En su última temporada disputó las denominadas World Series of Basketball Tour que enfrentaban al mejor combinado universitario contra los Harlem Globetrotters, siendo elegido MVP del partido por parte colegial.

### Profesional
Fue elegido en la séptima posición del Draft de la NBA de 1956 por Fort Wayne Pistons, pero fue traspasado sin jugar ningún partido a New York Knicks a cambio de Gene Shue. En su primera temporada, actuando como suplente, promedió 6,8 puntos y 4,6 rebotes por partido. Jugó dos temporadas más en los Knicks, hasta que comenzada la temporada 1959-60 fue traspasado a Minneapolis Lakers a cambio de dinero, pero allí solamente disputó un partido antes de ser cortado. Fichó entonces por los Washington Generals, el equipo de exhibición que acompañaba a los Globetrotters, con los que estuvo un año antes de volver a su ciudad natal, jugando dos temporadas con los Chicago Majors de la ABL, tras las cuales se retiraría. En el total de su carrera en la NBA promedió 8,4 puntos y 4,1 rebotes por partido.

## Estadísticas de su carrera en la NBA

### Temporada regular
| Temporada | Edad | Equipo             | Liga | P   | TIT | MIN  | TC  | TCA | %TC  | 3P | 3PA | %3P | TL  | TLA | %TL  | R.OF. | R.DEF. | REB | ASIS | ROB | TAP | PER | FP  | PTS  |
| 1956-57   | 22   | New York Knicks    | NBA  | 71  |     | 19.4 | 2.3 | 6.2 | .376 |    |     |     | 2.1 | 2.8 | .764 |       |        | 4.6 | 1.8  |     |     |     | 2.2 | 6.8  |
| 1957-58   | 23   | New York Knicks    | NBA  | 55  |     | 25.4 | 3.9 | 9.8 | .403 |    |     |     | 3.6 | 4.3 | .820 |       |        | 4.8 | 2.3  |     |     |     | 2.7 | 11.5 |
| 1958-59   | 24   | New York Knicks    | NBA  | 50  |     | 17.1 | 2.9 | 8.0 | .360 |    |     |     | 2.2 | 2.7 | .842 |       |        | 3.1 | 1.6  |     |     |     | 1.7 | 8.0  |
| 1959-60   | 25   | TOTAL              | NBA  | 16  |     | 14.6 | 2.3 | 6.8 | .343 |    |     |     | 1.9 | 2.3 | .838 |       |        | 3.0 | 1.3  |     |     |     | 2.0 | 6.6  |
| 1959-60   | 25   | New York Knicks    | NBA  | 15  |     | 14.7 | 2.4 | 6.9 | .346 |    |     |     | 2.1 | 2.4 | .861 |       |        | 3.1 | 1.3  |     |     |     | 1.9 | 6.9  |
| 1959-60   | 25   | Minneapolis Lakers | NBA  | 1   |     | 13.0 | 1.0 | 4.0 | .250 |    |     |     | 0.0 | 1.0 | .000 |       |        | 2.0 | 2.0  |     |     |     | 4.0 | 2.0  |
| Total     |      |                    | NBA  | 192 |     | 20.1 | 2.9 | 7.8 | .379 |    |     |     | 2.6 | 3.2 | .808 |       |        | 4.1 | 1.8  |     |     |     | 2.2 | 8.4  |